# Campionati del mondo di canottaggio 1989
I Campionati del mondo di canottaggio 1989 si sono tenuti tra il 2 e il 10 settembre al lago di Bled, in Slovenia (all'epoca parte della Jugoslavia).

## Medagliere
| Posizione | Paese            |    |    |    | Totale |
| --------- | ---------------- | -- | -- | -- | ------ |
| 1         | Germania Est     | 7  | 2  | 0  | 9      |
| 2         | Romania          | 3  | 3  | 1  | 7      |
| 3         | Germania Ovest   | 3  | 1  | 5  | 9      |
| 4         | Italia           | 2  | 2  | 0  | 4      |
| 5         | Paesi Bassi      | 2  | 1  | 1  | 4      |
| 6         | Stati Uniti      | 2  | 1  | 0  | 3      |
| 7         | Cina             | 1  | 1  | 1  | 3      |
| 8         | Austria          | 1  | 0  | 2  | 3      |
| 9         | Norvegia         | 1  | 0  | 0  | 1      |
| 10        | Regno Unito      | 0  | 2  | 3  | 5      |
| 11        | Cecoslovacchia   | 0  | 2  | 1  | 3      |
| 12        | Belgio           | 0  | 2  | 0  | 2      |
| 13        | Nuova Zelanda    | 0  | 1  | 1  | 2      |
| 13        | Unione Sovietica | 0  | 1  | 1  | 2      |
| 15        | Spagna           | 0  | 1  | 0  | 1      |
| 15        | Danimarca        | 0  | 1  | 0  | 1      |
| 15        | Svizzera         | 0  | 1  | 0  | 1      |
| 18        | Bulgaria         | 0  | 0  | 2  | 2      |
| 19        | Francia          | 0  | 0  | 1  | 1      |
| 19        | Ungheria         | 0  | 0  | 1  | 1      |
| 19        | Svezia           | 0  | 0  | 1  | 1      |
| 19        | Jugoslavia       | 0  | 0  | 1  | 1      |
| Total     | Total            | 22 | 22 | 22 | 66     |

## Podi

### Maschili
| Evento | Oro | Perform. | Argento | Perform. | Bronzo | Perform. |
| M1x    | Germania Est Thomas Lange | 6:58.14  | Cecoslovacchia Václav Chalupa, Jr. | 7:01.05  | Unione Sovietica Jueri Jaanson | 7:01.31  |
| M2x    | Norvegia Rolf Thorsen (b) Lars Bjoenness (s) | 6:23.40  | Paesi Bassi Ronald Florijn (b) Nico Rienks (s) | 6:24.68  | Austria Christoph Zerbst (b) Arnold Jonke (s) | 6:25.80  |
| M4x    | Paesi Bassi Hans Keldermann (b) Koos Maasdijk (2) Hermanus van den Eerenbeemt (3) Ruger Arisz (s)                                                                                          | 6:03.99  | Italia Gianluca Farina (b) Filippo Soffici (2) Davide Tizzano (3) Giovanni Calabrese (s)                                                                                              | 6:04.26  | Svezia Per-Olof Claeson (b) David Svensson (2) Tommy Oesterlund (3) Fredrik Hulten (s)                                                                                               | 6:05.66  |
| M2+    | Italia Carmine Abbagnale (b) Giuseppe Abbagnale (s) Giuseppe Di Capua (c) | 6:54.81  | Romania Dragos Neagu (b) Ioan Snep (s) Marin Gheorghe (c) | 6:56.90  | Jugoslavia Milan Janša (b) Robert Krasovec (s) Gorazd Slilvnik (c) | 6:57.97  |
| M2-    | Germania Est Thomas Jung (b) Uwe Kellner (s) | 6:39.95  | Regno Unito Simon Berrisford (b) Steve Redgrave (s) | 6:42.84  | Austria Karl Sinziger Sr (b) Herman Bauer (s) | 6:43.40  |
| M4+    | Romania Vasile Nastase (b) Dimitrie Popescu (2) Valentin Robu (3) Vasile Tomoiaga (s) Marin Gheorghe (c)                                                                                   | 6:14.90  | Cecoslovacchia Michal Šubrt (b) Pavel Menšík (2) Dusan Vicik (3) Dušan Macháček (s) Jiří Pták (c)                                                                                     | 6:17.37  | Regno Unito Steve Turner (b) Matthew Pinsent (2) Gavin Stewart (3) Terence Dillon (s) Thomas Vaughan (c)                                                                             | 6:17.57  |
| M4-    | Germania Est Jens Luedecke (b) Thomas Greiner (2) Ralf Brudel (3) Olaf Foerster (s) | 6:06.94  | Stati Uniti Raul Rodriguez Jr. (b) (2) Thomas Bohrer (3) Richard Kennely Jr (s) | 6:07.92  | Nuova Zelanda Bill Coventry (b) Ian Wright (2) Alistair MacIntosh (3) Campbell Clayton-Greene (s)                                                                                    | 6:08.63  |
| M8+    | Germania Ovest Joerg Puttlitz (b) Norbert Kesslau (2) Martin Steffes-Mies (3) Dirk Balster (4) Frank Dietrich (5) Marc Mauerwerk (6) Ansgar Wessling (7) Roland Baar (s) Manfred Klein (c) | 5:43.88  | Germania Est Stefan Schulz (b) Mario Gruessel (2) Roland Schröder (3) Thomas Woddow (4) Mario Kliesch (5) Holger Rose (6) Thomas Baensch (7) Hans Sennewald (s) Peter Thiede (c)      | 5:45.70  | Regno Unito Tim Foster (b) Matthew Brittin (2) Jim Walker (3) Anton Obholzer (4) Jonny Singfield (5) Richard Phelps (6) Jonathan Searle (7) Jonathan Hulls (s) Adrian Ellison (c)    | 5:47.01  |
| LM1x   | Paesi Bassi Frans Goebel | 7:17.07  | Belgio Wim Van Belleghem | 7:20.03  | Germania Ovest Alwin Otten | 7:21.80  |
| LM2x   | Austria Christoph Schmoelzer (b) Walter Rantasa (s) | 7:03.33  | Spagna Jose Maria De Marco Perez (b) Fernando Climet Huerta (s) | 7:03.53  | Cecoslovacchia Petr Kovac (b) Tibor Groeppel (s) | 7:04.68  |
| LM4x   | Germania Ovest Peter Uhrig (b), Jan Fischer (2) Bjoern Gehlsen (3) Thomas Melges (s) | 6:04.78  | Svizzera Reto Fierz (b) Philipp Ferlber (2) Cirillo Ghielmetti (3) Markus Gier (s) | 6:07.24  | Francia Bruno Boucher (b) Bruno Lebeda (2) Rolland Galliac (3) Thierry Renault (s)                                                                                                   | 6:07.50  |
| LM4-   | Germania Ovest Klaus Altena (b) Stephan Fahrig (2) Michael Buchheit (3) Bernhard Stomporowski (s)                                                                                          | 6:28.70  | Italia Nerio Gainotti (b) Alfredo Striani (2) Dario Longhin (3) Mauro Torta (s) | 6:32.36  | Regno Unito Nicholas Strange (b) Nicholas Howe (2) Rob Williams (3) Stuart Forbes (s)                                                                                                | 6:34.35  |
| LM8+   | Italia Enrico Barbaranelli (b) Roberto Romanini (2) Franco Falossi (3) Danilo Fraquelli (4) Vittorio Torcellan (5) Carlo Gaddi (6) Andrea Re (7) Fabrizio Ravasi (s) Giuseppe Lamberti (c) | 5:47.95  | Danimarca Bo Vestergaard (b) Sven Blitskov (2) Jens Lindhardt (3) Lars Rasmussen (4) Flemming Meyer (5) Michael Soeresen (6) Vagn Nielsen (7) Niels Henriksen (s) Stephen Masters (c) | 5:49.38  | Germania Ovest Alexander Trautmann (b) Felix Prinz (2) Detlef Glitsch (3) Ingo Grevenmeyer (4) Udo Hennig (5) Sebastian Franke (6) Thomas Palm (7) Erik Ring (s) Joerg Dederding (c) | 5:51.15  |

### Femminili
| Evento | Oro | Perform. | Argento | Perform. | Bronzo | Perform. |
| W1x    | Romania Elisabeta Lipa-Oleniuc | 7:27.96  | Germania Est Birgit Peter | 7:31.47  | Ungheria Katalin Sarlos                                                                                   | 7:34.15  |
| W2x    | Germania Est Jana Rau (b) Beate Schramm | 7:01.71  | Romania Veronica Cochela - Cogeanu (b) Elisabeta Lipa - Oleniuc (s) | 7:07.32  | Bulgaria Pavlina Alexandrova (b) Magdalena Georgieva (s)                                                  | 7:11.55  |
| W4x    | Germania Est Katrin Boron (b) Sybille Schmidt (2) Jutta Hampe (3) Jana Thieme (s) | 6:16.62  | Unione Sovietica Natalia Kvasja (b) Maria Omeljanovitch (2) Svitlana Mazii (3) Irina Kalimbet (s)                                                                              | 6:22.39  | Bulgaria Pavlina Alexandrova (b) Magdalena Georgieva (2) Galina Yahorova (3) Krasmira Dobreva Tosheva (s) | 6:23.63  |
| W2-    | Germania Est Kathrin Haacker (b) Judith Ungemach-Zeidler (s) | 7:26.97  | Romania Doina Snep-Balan (b) Marioara Curelea (s) | 7:30.70  | Germania Ovest Stefanie Werremeier (b) Ingeburg Schwerzmann-Althoff (s)                                   | 7:31.13  |
| W4-    | Germania Est Christiane Harzendorf (b) Ina Justh (2) Annegret Strauch (3) Ute Wild (s) | 6:45.81  | Cina Mianying Cao (b) Yadong Hu (2) Xirong Liu (3) Shouying Zhou (s) | 6:48.45  | Romania Jeanette Barth (b) Antje Frank (2) Kathrin Haacker (3) Judith Ungemach-Zeidler (s)                | 6:50.58  |
| W8+    | Romania Anisoara Balan-Dobre (b) Marioara Curelea (2) Anca Tănase (3) Georgeta Soare (4) Adriana Chelariu (5) Viorica Neculai-Ilica (6) Livia Leonte(7) Mihaela Armasescu (s) Ecaterina Oancia (c) | 6:07.92  | Germania Ovest Liane Justh (b) Ute Wild (2) Ina Grapenthin (3) Anette Hohn (4) Anja Kluge (5) Katrin Schröder (6) Ramona Balthasar (7) Martina Walther (s) Daniela Neunast (c) | 6:08.19  | Cina (b) (2) (3) (4) (5) (6) (7) (s) (c)                                                                  | 6:11.84  |
| LW1x   | Stati Uniti Kristine Karlson | 8:01.12  | Belgio Rita Defauw | 8:03.14  | Paesi Bassi Laurien Vermulst                                                                              | 8:04.78  |
| LW2x   | Stati Uniti Carey Sands-Marden (b) Kristine Karlson (s) | 7:11.04  | Nuova Zelanda Phillipa Baker-Hogan (b) Linda De Jong (s) | 7:13.70  | Germania Ovest Christiane Weber (b) Alrun Urbach (s)                                                      | 7:14.94  |
| LW4-   | Cina Sanmei Liang (b) Meilan Zeng (2) Huajie Zhang (3) Zhi-ai Lin (s) | 7:01.70  | Regno Unito Sue Key (b) Rachel Hirst (2) Joanna Toch (3) Katharine Brownlow (s)                                                                                                | 7:04.88  | Germania Ovest Karin Zobeley (b) Cornelia Cichy (2) Ute Zobeley (3) Claudia Engels (s)                    | 7:06.12  |